# Overblazen
Met overblazen wordt de techniek bedoeld die bespelers van een blaasinstrument gebruiken om boventonen te produceren, door de lucht in een meervoudige trillingstoestand te brengen.
Door overblazen kunnen tonen gespeeld worden die middels normale grepen niet in het instrument gerealiseerd worden. Het overblazen wordt gebruikt om altissimo passages te kunnen spelen, maar ook om multiphonics te spelen.
Op een posthoorn, natuurhoorn of natuurtrompet zonder ventielen kunnen enkel verschillende tonen worden gespeeld door de overblaastechniek.

## Feedback
Bij audiofeedback van overstuurde elektrische gitaren treedt dezelfde werking op als bij overblazen. De energie van de luchttrilling, veroorzaakt door de staande golf, is in staat om bij toenemend geluidsvolume over te slaan op een boventoon die een rang hoger ligt in de natuurtonenreeks.